# 沙木蓼
沙木蓼（学名：Atraphaxis bracteata），为蓼科木蓼属下的一个种。

## 扩展阅读
維基物種上的相關：沙木蓼